# Love (TV-serie)
Love är en amerikansk dramakomedi-serie skapad av Judd Apatow, Paul Rust och Lesley Arfin. Huvudrollerna spelas av Gillian Jacobs och Paul Rust. Serien handlar om Gus och Mickey som inleder en komplicerad kärleksrelation. Den första säsongen visades i februari 2016 på Netflix. En andra säsong kommer att visas under 2017.

## Rollista i urval
- Gillian Jacobs – Mickey Dobbs
- Paul Rust – Gus Cruikshank
- Claudia O'Doherty – Bertie

### Biroller
- Brett Gelman – Dr. Greg
- John Ross Bowie – Rob
- Dave Allen – Allan
- Steve Bannos – Frank
- Tracie Thoms – Susan Cheryl
- Seth Morris – Evan
- Chris Witaske – Chris
- Chantal Claret – Shaun
- Briga Heelan – Heidi McAuliffe
- Andy Dick – Andy
- David King – Wyatt
- Milana Vayntrub – Natalie
- Iris Apatow – Arya
- Charlyne Yi – Cori
- Kyle Kinane – Eric
- Kerri Kenney – Syd
- Jordan Rock – Kevin